# Mount Percy (Antarktika)
Mount Percy (spanisch Monte Percy) ist mit 765 m nach Mount Tholus der zweithöchste Berg auf der westantarktischen Joinville-Insel. Er ragt nördlich des Mount Alexander nahe dem Zentrum der Insel auf.
Der britische Polarforscher James Clark Ross entdeckte ihn am 30. Dezember 1842 im Verlauf seiner Antarktisexpedition (1839–1843). Ross benannte den Berg nach Konteradmiral Josceline Percy (1784–1856) von der Royal Navy.